# Cofradía de la Entrada de Jesús en Jerusalén (Astorga)
La Cofradía de la Entrada de Jesús en Jerusalén es una cofradía católica de la ciudad de Astorga, España. Fue fundada el 25 de febrero de 1953, siendo erigida canónicamente el 21 de junio de 1958, y tiene su sede en la iglesia de San Pedro.

## Historia
La cofradía tiene sus orígenes en 1944, cuando se adquirió su paso titular, la Entrada de Jesús en Jerusalén, y se entregó al barrio de Rectivía, donde tiene su sede la cofradía. En 1958 se aprobó su primer reglamento y la primera junta de gobierno. Desde ese año se realizó la bendición de ramos antes de la procesión desde la iglesia de San Pedro, hasta que en 1970 se acordó que dicho acto se realizase en la plaza Mayor. En los años 1990 se elaboraron unos nuevos estatutos y se realizaron una serie de reformas. Desde 1995, la imagen del Cristo del Amor y del Perdón se procesiona en el vía crucis del Martes Santo.

## Emblema

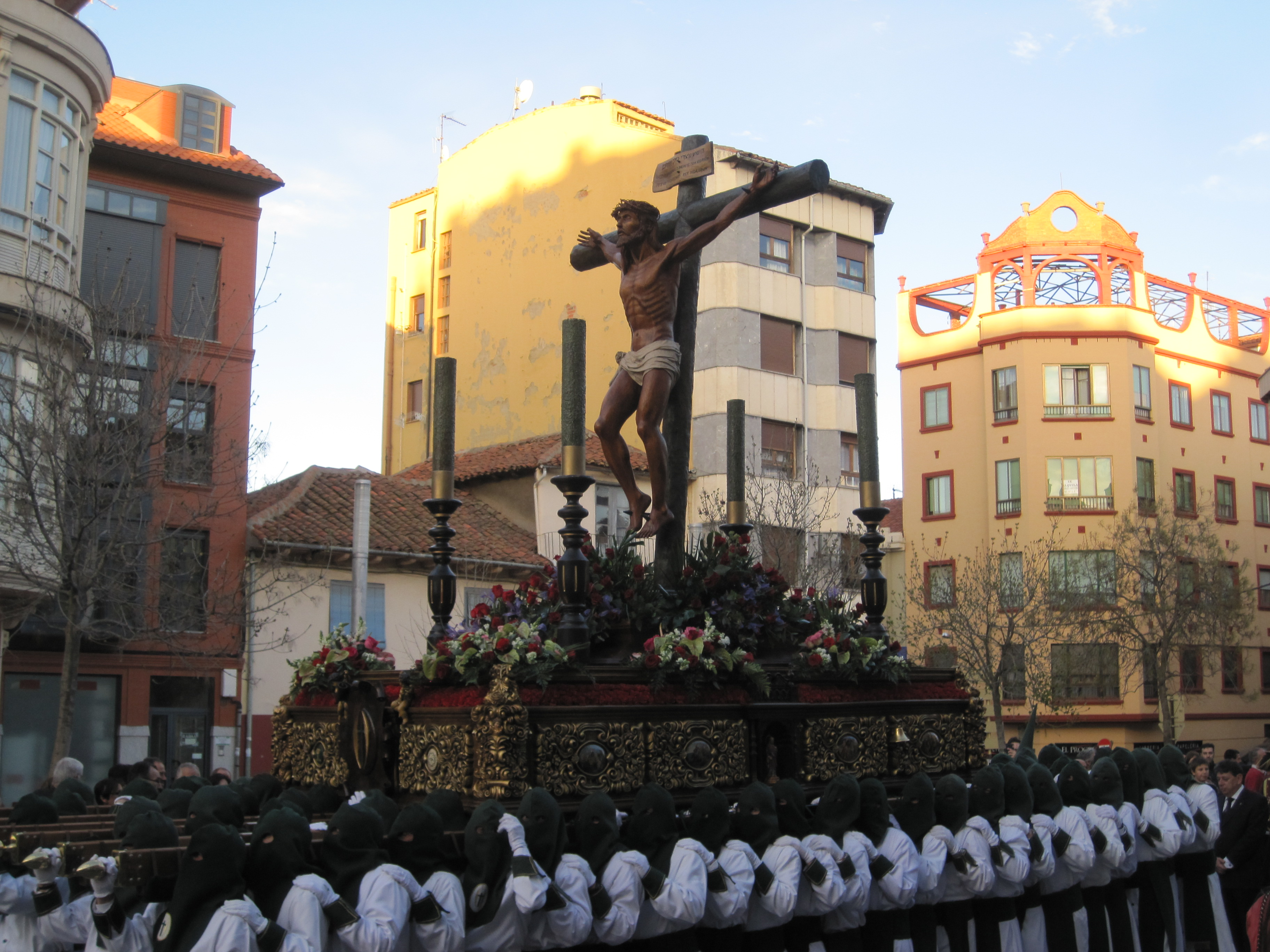
Cristo del Amor y del Perdón

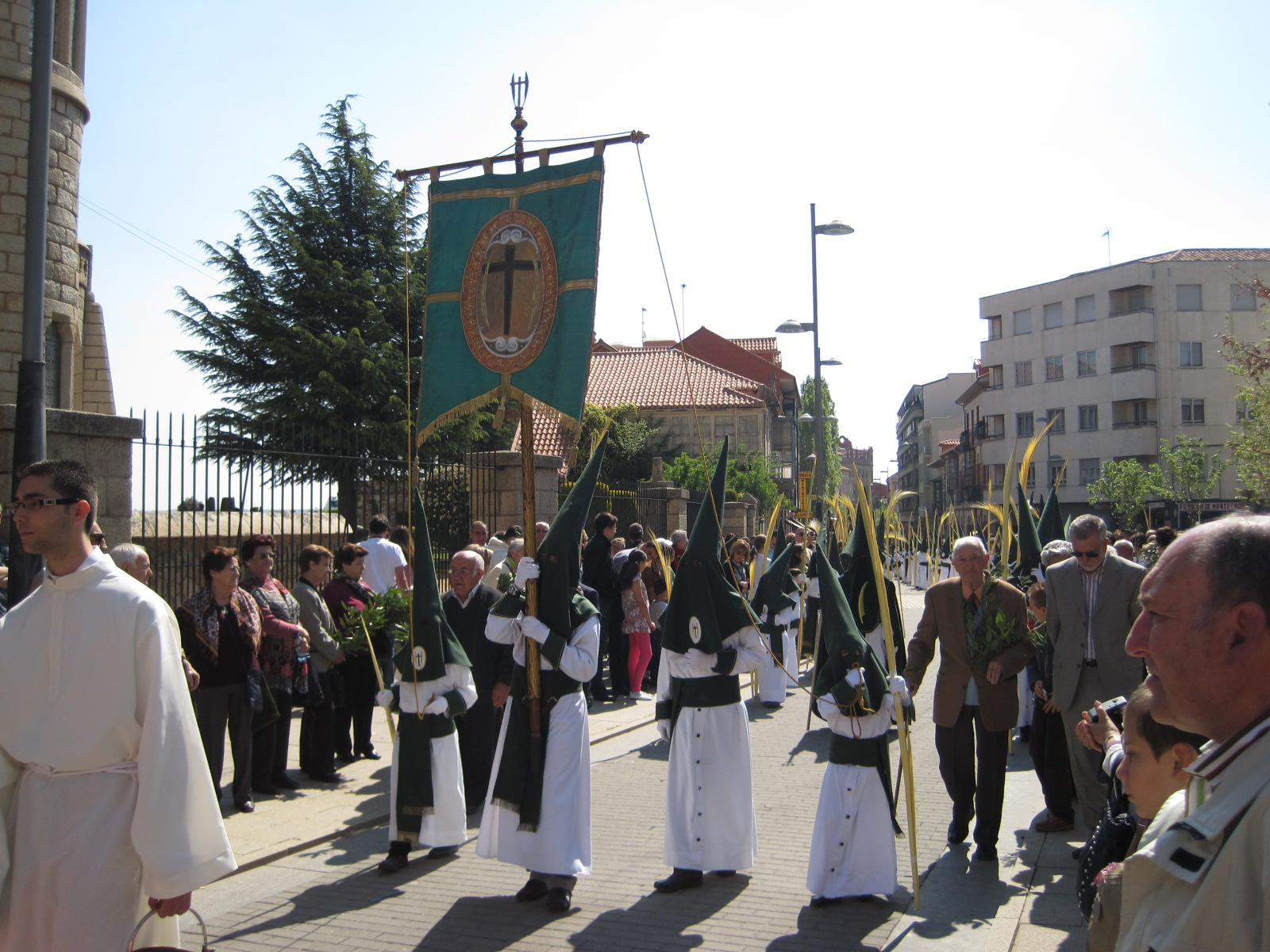
Procesión de Las Palmas

El emblema está formado por una cruz verde orlada por dos palmas amarillas sobre un óvalo dorado.

## Indumentaria
El hábito se compone de túnica blanca, capirote verde (verdugo en el caso de los braceros), fajín y bocamangas verde. Los cargos directivos llevan capa de terciopelo verde. Se complementa con guantes y camisa blancos, corbata, zapatos y pantalón negros.

## Actos y procesiones
La cofradía participa en las siguientes procesiones:
- Domingo de Ramos: Procesión de Las Palmas. La cofradía sale con la Entrada de Jesús en Jerusalén hasta la plaza Mayor, donde tiene lugar la bendición de las palmas y ramos.

- Martes Santo: Vía crucis organizado por la Junta Profomento de la Semana Santa. Las distintas cofradías se concentran en el centro de la ciudad para ir en procesión conjunta hasta la Catedral, donde se celebra el vía crucis. La cofradía procesiona el Cristo del Amor y del Perdón.

## Pasos
La cofradía procesiona los siguientes pasos:
- Entrada de Jesús en Jerusalén: llamada popularmente La Borriquilla, se trata de una obra realizada por Ángel Rodríguez y Puente en 1944-45 en madera policromada. Al inicio era pujado por 12 braceros, desde 1960 se llevó en carroza de ruedas y desde 1992, nuevamente, es pujado a hombros.
- Cristo del Amor y del Perdón: obra de Enrique Morán de 1995, realizada en madera en su color.